# Cmentarz w Klukach
Zabytkowy cmentarz w miejscowości Kluki – został założony w XVIII w. Od 1975 jest cmentarzem zamkniętym, a od 1987 wpisanym do rejestru zabytków. W 1998 przekazany w zarząd skansenu Muzeum Wsi Słowińskiej w Klukach.
Grzebano na nim słowińskich mieszkańców wsi Kluki Smołdzińskie wyznania luterańskiego. Ludność sąsiednich osad (Kluki Żeleskie, Kluki Ciemińskie i Pawełki) była grzebana w Żelazie i Główczycach. 
Najstarszy zachowany grób pochodzi z 1877, a ostatni z 1987. Po zamknięciu cmentarza pochowano tu tylko dwie osoby: Annę Kötsch (w 1981) i Hermana Kecza (w 1987), matkę i zmarłego tragicznie brata słowińskiej działaczki społeczno-kulturalnej Ruth Kötsch (1925–1971), której grób również znajduje się na cmentarzu. 
Położony na pagórkach cmentarz zajmuje niewielki obszar. Dominują żeliwne krzyże nagrobne, na których oprócz nazwisk starych rodów słowińskich: Kötsch (Kecz), Schimanke (Szymanko), Kaitschik (Kajczyk), Czirr i in., znajdują się dane o statusie majątkowym, społecznym i zawodowym pochowanych. Napisy nagrobne są wyłącznie w języku niemieckim, co wskazuje na daleko posuniętą germanizację Słowińców w XIX i XX w.
Cmentarz wpisany jest do rejestru zabytków województwa pomorskiego (decyzja nr A-1188 z 26.10.1987).

## Ważniejsze obiekty
- grób Ruth Kötsch z 1971, ozdobiony rzeźbą drzewa
- kamienny obelisk poświęcony żołnierzom-mieszkańcom Kluk, poległym w I wojnie światowej